# اشکان سعادتی فرد
اشکان سعادتی فرد (زادهٔ ۲۵ آبان ۱۳۷۷ در کوهدشت) کشتی‌گیر ایرانی در دسته‌های ۷۲ کیلوگرم و ۷۷ کیلو گرم کشتی فرنگی است.

## زندگی‌نامه ورزشی

#### تورنمنت بین اللملی جام تختی
سعادتی فرد در سه دوره از تورنمنت بین المللی جام تختی به مقام های مختلف دست یافته است.
- مدال برنز ( ۱۳۹۷) : وزن ۷۲ کیلو گرم در اندیمشک[۱][۲][۳]
- مدال نقره ( ۱۳۹۸) : وزن ۷۲ کیلوگرم در شیراز[۴][۵][۶][۷][۸]
- مدال نقره ( ۱۴۰۱ ) : وزن ۷۲ کیلوگرم در اهواز[۹][۱۰][۱۱][۱۲]

#### رقابت های کشتی نظامیان جهان
اشکان سعادتی فرد در سی و پنجمین دوره رقابت های کشتی فرنگی نظامیان جهان (سیزم) که در کشور ایران (تهران) برگزار شد در وزن ۷۲ کیلوگرم به مدال برنز این مسابقات دست یافت.